# چیپ یوهانسون ۲۴۳۳۷
سیارک ۲۴۳۳۷ (به انگلیسی: 24337 Johannessen، نامگذاری:2000AF77) بیست و چهار هزار و سیصد و سی و هفتمین سیارک کشف شده‌است که در ۵ ژانویه ۲۰۰۰ کشف شد.
قدر مطلق سیارک برابر ۱۴.۱ است.